# قريه الماء (المخادر)

تعديل مصدري - تعديل

قريه الماء محلة تابعة لقرية شنين النوبة، التابعة لعزلة السحول بمديرية المخادر إحدى مديريات محافظة إب في الجمهورية اليمنية، بلغ تعداد سكانها 140 حسب تعداد اليمن لعام 2004.